# Johannes Placentius
Johannes Placentius, también llamado Petrus Placentius fue un fraile dominico y poeta alemán nacido en Saint-Rond, cerca de Lieja y muerto hacia 1548. Escribió diversas obras eruditas (estudios teológicos y libros sobre la historia de Tongeren, Maastricht y Lieja, así como poemas en latín y griego antiguo.
Placentius es el autor de un poema en forma de tautograma de 253 versos hexámetros en latín, Pugna porcorum, publicado en 1546 bajo el pseudónimo de Publius Porcius.